# آندریا زاواتسکی
آندریا زاواتسکی (انگلیسی: Andrea Sawatzki؛ زادهٔ ۲۳ فوریهٔ ۱۹۶۳) هنرپیشه اهل آلمان است.
از فیلم‌ها یا برنامه‌های تلویزیونی که وی در آن نقش داشته‌است می‌توان به آزمایش، راهزنی اشاره کرد.